# 馬洛克冰川
79°00′S 160°00′E / 79.000°S 160.000°E
馬洛克冰川（英語：Mulock Glacier）是南極洲的冰川，最終在斯凱爾頓冰川以南40公里注入羅斯冰架，該冰川是以英國皇家地理學會的測量員命名。